# IBM 801
IBM 801 è un'architettura di processori RISC sviluppata dalla IBM negli anni 1970 e utilizzata fino agli anni 1980.
John Cocke, uno dei progettisti, in seguito ricevette il premio Turing e la Presidential Medal of Science per lo sviluppo.

## Storia
Il progetto 801 iniziò come progetto di ricerca diretto da John Cocke al Thomas J. Watson Research Center. Il progetto puntava a migliorare le prestazioni delle macchine IBM e per farlo studiò il funzionamento dei programmi sui sistemi System/370 e analizzò il codice compilato. Dalle analisi il gruppo di ricerca ipotizzò che fosse possibile realizzare un core di calcolo molto veloce e molto semplice per poter eseguire il microcodice delle macchine.
Il progetto si spostò sulla realizzazione della CPU chiamata 801. La CPU fu pronta per l'estate del 1980 e venne implementata utilizzando la tecnologia Motorola MECL-10K e un ampio uso di progettazione custom. La CPU era progettata per funzionare a 66 ns (approssimativamente a 15.15 MHz) e generava una potenza di calcolo di circa 15 MIPS. Il prototipo venne progettato con una gestione a 24 bit senza supporto della memoria virtuale. L'architettura dell'801 fu inclusa in molti dispositivi IBM come i gestori dei canali per i sistemi 370, molti gestori di rete e nel mainframe a basso costo IBM 9370.
All'inizio degli anni '80 l'esperienza derivata dal progetto 801 venne utilizzata nel progetto America che portò allo sviluppo dei processori POWER e dei minicomputer RS/6000.